# Buson Josa
Buson Josa, japonsky 与謝蕪村, rodným dětským jménem Josa Taniguči (1716, Kema, provincie Seccu – 17. ledna 1784, Kjóto) byl japonský básník, malíř a kaligraf tvořící v období Edo v žánru haiku, haiga, renga a haibun. Jeho díla jsou zařazena do japonského pokladu národního umění.

## Život a dílo
Pocházel z rolnické rodiny. V Ósace patřil k vlivné skupině takzvaných literátů bundžin (文人), kterou vedl Kenkadó Kimura (1736–1802), syn ósackého výrobce saké. Členové skupiny ovládali čínštinu a japonštinu slovem i písmem, obojí literaturu a výtvarné umění. Z Ósaky se přestěhoval do města Edo (dnešní Tokio), kde začal jako dvacetiletý mladík kariéru mnicha a básníka. Zde začal malovat ovlivněn čínskou literátskou malbou wen-žen chua (文人画). Jeho haiku učitelem a tutorem byl Hadžin Hajano (1676–1742). Buson vnesl do čínského stylu malby japonskou krajinu a život, styl však zachoval čínský; tento druh japonské malby se začal nazývat bundžinga (文人画).
Po smrti svého učitele se odstěhoval do provincie Šimósa (dnes prefektura Ibaraki). Stejně jako jeho vzor, básník Bašó Macuo, cestoval po vnitrozemí Japonska a psal cestovní deník – haibun, který uveřejnil v roce 1744. V roce 1751 se usadil ve městě Kjóto jako básník a malíř. Používal řadu pseudonymů (Šunsei, Čókó, Šain). Založil vlastní básnickou školu a malířské studio v Kjóto. Tvořil v žánru haiku a renga.

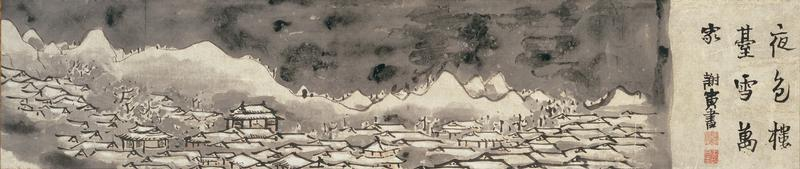
Zasněžené domy v noci, Buson Josa, svitek na stěnu

Kolem roku 1760 se oženil a měl jednu dceru. Když se v roce 1776 vdala, Buson ukončil manželství a otevřel si školu s názvem "Bašóan" na počest svého učitele Bašó Macua. Kromě toho v roce 1770 založil malířský ateliér a začal používat pseudonym Jahantei II. na počest svého prvního učitele. V letech 1772–1787 publikoval sbírky básní haiku a renko, které jsou známy jako Sedm sbírek (Šičibu šú) nebo Odlesky na sněhu (Sono jukikage).
Buson Josa také maloval ve stylu nanga a haiga.
Ukázka z díla:
Na zápraží prch
skrýt se před ženou, dětmi - 
ač tam tak horko! 